# Johannes Hahn (constructor de orgi)
Johannes Hahn (n. 1712, Levoča, Košický kraj, Slovacia – d. 15 martie 1783, Sibiu, Monarhia Habsburgică) a fost un constructor german de orgi stabilit în Transilvania. Una din capodoperele sale este orga Bisericii Sf. Margareta din Mediaș.